# Manucho Barros
João Hernani Rosa Manucho Barros (19 de abril de 1986) é um futebolista profissional angolano que atua como atacante.

## Carreira
Manucho Barros representou o elenco da Seleção Angolana de Futebol no Campeonato Africano das Nações de 2012.